# ジャイヤ・サエルア
ジャイヤ・サエルア（Jaiyah Saelua, 1988年7月19日 - ）は、アメリカ領サモア出身のサッカー選手。
ファファフィネ（サモアの第三の性）の世界初のサッカー代表選手であり、トランスジェンダー女性でもある。

## 来歴
男児として生を受け、出生名はジョニー・サエルア（Johnny_Saelua）。ハワイ大学システムで舞台芸術を専攻 。幼少からバレエを習い
、バレエでの軽快な動きがサッカーにも応用できる可能性を知り、サッカー競技への転身を決める。ちなみに、地元の私立学校で実施していた唯一のスポーツがサッカーだったのが、サッカーの道へと進むきっかけとなった。国内（FFASサッカーリーグ）のブラック・ローゼスに所属。
2011年12月にはBBCの「World Football radio show」に出演した。
アメリカ領サモア代表男子チームの一員として2006年からワールドカップ予選などに出場している。2011年11月22日のトンガ戦の試合では途中出場し、代表の1983年のウォリス・フツナ戦以来の勝利とFIFA公式戦初勝利に貢献した。試合前には束ねた髪をカールし、メイクも施すという。FIFAのゼップ・ブラッター会長は、「プロスポーツ界で、特にサッカー界において同性愛や性同一性障害に取り組み続けるジャイヤは、世界の人々やほか の選手たちにとって真の刺激と励ましを与え続けている」と称賛のコメントも送った。尚、日本のサッカーにも興味を持っており、2011 FIFA女子ワールドカップでアメリカ（自国の宗主国でもある）を破って優勝したなでしこジャパンの大ファンでもある。
2013年イギリス製作（2014年5月17日日本初公開）の映画『ネクスト・ゴール!世界最弱のサッカー代表チーム0対31からの挑戦』にも出演した。
ヨコハマ・フットボール映画祭2015での上映イベントにあわせて来日し、日本のメディアからの取材を受けたほか日本のサッカーファンとも交流を果たした。

## 代表歴
アメリカ領サモア代表（2006 -）10試合0得点

### 出場大会
- 2007 サウスパシフィックゲームズ（兼2010W杯オセアニア1次予選）
- OFCネイションズカップ2012予選（兼2014W杯オセアニア1次予選）